# Marginella aurantia
Marginella aurantia is een slakkensoort uit de familie van de Marginellidae. De wetenschappelijke naam van de soort werd in 1822 voor het eerst geldig gepubliceerd door Jean-Baptiste de Lamarck.